# Amiri Kurdi
Pour les articles homonymes, voir Kurdi.
Amiri Kurdi, né le 11 septembre 1991 à Riyad en Arabie saoudite, est un footballeur saoudien. Il évolue au poste d'arrière droit.

## Biographie
Avec l'équipe grecque de Paniónios, il joue 62 matchs en première division grecque, inscrivant un but.
Il participe à plusieurs reprises à la Ligue des champions d'Asie avec le club d'Al-Ahli Djeddah.

## Palmarès
- Champion d'Arabie saoudite en 2016 avec l'Al-Ahli Djeddah
- Vice-champion d'Arabie saoudite en 2015 et 2017 avec l'Al-Ahli Djeddah